# St. Amand British Cemetery
St. Amand British Cemetery is een begraafplaats gelegen in de Franse plaats Saint-Amand (Pas-de-Calais) (Pas-de-Calais). De militaire graven worden onderhouden door de Commonwealth War Graves Commission.
De begraafplaats telt 221 geïdentificeerde Gemenebest graven uit de Eerste Wereldoorlog.